# Mummucina titschacki
Espèce
Mummucina titschacki est une espèce de solifuges de la famille des Mummuciidae.

## Distribution
Cette espèce est endémique d'Équateur. Elle se rencontre vers Riobamba.

## Description
La femelle holotype mesure 11 mm.
Le mâle décrit par Botero-Trujillo en 2014 mesure 7,00 mm et la femelle 9,37 mm.

## Publication originale
- Roewer, 1934 : Solifuga, Palpigrada. Dr. H.G. Bronn's Klassen und Ordnungen des Thier-Reichs, wissenschaftlich dargestellt in Wort und Bild. Akademische Verlagsgesellschaft M. B. H., Leipzig. Fünfter Band: Arthropoda; IV. Abeitlung: Arachnoidea und kleinere ihnen nahegestellte Arthropodengruppen, vol. 4, p. 1-723 (texte intégral).